# Meandrospiridae
Meandrospiridae es una familia de foraminíferos bentónicos cuyos taxones han sido tradicionalmente incluidos en la Familia Cornuspiridae, de la Superfamilia Cornuspiroidea, del Suborden Miliolina y del Orden Miliolida. Su rango cronoestratigráfico abarca desde el Viseense (Carbonífero inferior) hasta la Actualidad.

## Clasificación
Meandrospiridae incluye a las siguientes subfamilias y géneros:
- Subfamilia Meandrospirinae, también considerado en la Familia Cornuspiridae
  - Flectospira †
  - Meandrospira
  - Meandrospiranella †
- Subfamilia Turriglomininae, también considerado en la Familia Cornuspiridae
  - Glomoturritellella
  - Turriglomina

Otros géneros considerados en Cornuspiridae son:
- Meandrovoluta' de la Subfamilia Meandrospirinae
- Semimeandrospira' de la Subfamilia Meandrospirinae
- Streblospira' de la Subfamilia Meandrospirinae, aceptado como Meandrospira